# Kovács Ilona (irodalomtörténész)
Kovács Ilona (Kecskemét, 1948. január 2. – 2024. március 17.) irodalomtörténész, műfordító, a Szegedi Tudományegyetem docense. 1994-ben szerzett kandidátusi fokozatot (PhD).

## Pályafutása
1966-ban érettségizett a Bartók Béla Zeneművészeti Szakiskolában. 1971-ben szerezte meg magyar–francia szakos tanári diplomáját az ELTE Bölcsészettudományi Karán. 1975-ben színházrendezői diplomát is szerzett.
1971-től az MTA Irodalomtudományi Intézetének XVIII. Századi Osztályán dolgozott. 1986-1991 között adjunktus volt az ELTE BTK Francia Tanszékén. 1991-1993 között tanulmányi igazgató az Országos Francia Műszaki és Dokumentációs Központban (OFMDK). 1993-1997 között a Budapesti Marx Károly Közgazdaságtudományi Egyetemen, majd 1997 óta docens Szegedi Tudományegyetem Francia Tanszékén.
Fő kutatási területe a 18-19. századi francia és magyar irodalomtörténet, irodalomelmélet (főként az önéletírás és a regény közti átmenetek problémái), fordításelmélet, szövegkiadások elmélete és gyakorlata, genetikus kritika. A legismertebb mai magyar Casanova-kutató.
1974-től számos ösztöndíjas kutatóúton vett részt az MTA és francia partnerei közötti együttműködés keretében, francia kormányzati ösztöndíjakkal és egyetemi meghívással. 1986-87 során Soros-ösztöndíjjal II. Rákóczi Ferenc francia kézirathagyatékát kutatta és készítette elő kiadásra.
1974-től számos magyar és külföldi irodalomtörténeti, köztük Casanova-konferencián vett részt. 1995-ben nemzetközi Casanova-kollokvium szervezője volt a budapesti Francia Intézetben: „Casanova, aventurier et écrivain” (Casanova, a kalandor és az író) címmel.

## Főbb publikációi
- Le Noble: Rákóczi fejedelem históriája, Budapest, Szépirodalmi-Helikon, 1976 (kontrollszerkesztés és tárgyi jegyzetek)
- Archivum Rákóczianum, series III, Scriptores: Mémoires du prince François II Rákóczi sur la guerre de Hongrie / II. Rákóczi Ferenc Emlékiratai a magyarországi háborúról, Budapest, Akadémiai Kiadó, 1978 (kétnyelvű kritikai kiadás sajtó alá rendezése, textológiai apparátus és tanulmány)
- Csokonai kritikai kiadás, Költemények, I. Kötet, Irodalomtörténet, 1978/4. (könyvbírálat, amelyet 1980-ban Akadémiai Nívódíjjal tüntettek ki.)
- Archivum Rákóczianum, series III, Scriptores: Testament politique et moral du prince François II Rákóczi / II. Rákóczi Ferenc Politikai és erkölcsi végrendelete, Budapest, Akadémiai Kiadó, 1984 (háromnyelvű kritikai kiadásban: fordítás, kontrollszerkesztés, a francia szöveg sajtó alá rendezése, textológiai apparátus és tanulmány)
- A la recherche d’une définition, in: Les Lumières en Hongrie, en Europe Centrale et Orientale; Actes du Troisième Colloque des Lumières de Mátrafüred, Budapest, Akadémiai Kiadó, 1984., 75-79.
- Rákóczi, écrivain bilingue, in: Cahiers de l’Institut Hongrois, n° 1, 59-72. (Párizs, 1985)
- Rákóczi alkotói módszere (A diktálási hipotézis), in: ItK, 1985/6. 656-665.
- A gondola alakú hamutartó (Ernst Lubitsch filmvígjátékai), in: Filmvilág, 1988/4, 22-30.
- “A kéziratok nem égnek el…” , in: Nagyvilág, 1989/8, 1250-1253.
- Un aristocrate libertin hongrois: le comte János Fekete de Galántha, in: Transactions of the VIIth Congress on the Enlightenment, Voltaire Foundation, Oxford, 1989. II/1135-114 o.
- A szöveg születése, különszám a genetikus kritikáról: Helikon Világirodalmi Figyelő. 1989/3-4. (szerkesztés, előszó, cikk, könyvismertetések, kritika)
- Arthur Rimbaud: Napfény és hús, Budapest, Móra Könyvkiadó, 1989 (levélfordítások)
- De Sade márki: Filozófia a budoárban, Budapest, Pallas, 1989 (fordítás)
- Fekete gróf dévaj meséi, in: Erato, 1990/III, 16-23.
- Apollinaire maszkjai, bevezető tanulmány a Tizenegyezer vessző című regény magyar fordításához, Budapest, Erato-kiskönyvtár, 1990. 5-13.
- Les contes libertins du comte János Fekete de Galántha, in: Annales Univ. Sc. Bp., de Rolando Eötvös nominatae, XIX/1989/1990, 101-106.
- Farkas Kempelen, un inventeur de génie dans la Hongrie du XVIIIe siècle, in: Progrès technique et évolution des mentalités en Europe Centrale (1750-1840), Párizs, INALCO, 1991. 27-* Faux-vrai et vrai-faux. Les incroyables machines de Farkas Kempelen, génie-inventeur hongrois du XVIIIe siècle, in: Psylex, 1992/4, 15-19.
- Archivum Rákóczianum, séries III, Scriptores: tome IV, Aspirationes – Aspirations du prince François II Rákóczi / II. Rákóczi Ferenc: Fohászok, Budapest, Akadémiai Kiadó – Balassi Kiadó, 1994 (háromnyelvű kritikai kiadás, szövegközlés, textológiai jegyzetek és tanulmány)
- La politique de tolérance dans la Hongrie du XVIIIe siècle (de Rákóczi a Joseph II), Actes de Colloque de Strasbourg, Univ. de Strasbourg, 1995, 245-262.
- Henriette és a magyar huszártiszt, Szerb Antal Casanova-fordítása, in: 2000, 1995/12 (december), 35-36.
- Légendes hongroises autour de Casanova, in: Pont des Arts, Budapest, 1995/1, 23-24.
- Napóleon, a médiasztár – Egy mítosz alakváltozásai, in: Filmvilág XXXIX/1996. május, 40-43. (Ádám Péterrel közösen írt cikk)
- Csipkés térdnadrág és díszmagyar – Casanova és a magyar emlékiratírók, in: Magyar Lettre Internationale, 21. (1996. nyár), 43-47.
- Laclos: Veszedelmes viszonyok, in: Huszonöt fontos francia regény, Maecenas-Lord, 1996. 66-79.
- Femmes écrivains dans la littérature hongroise des Lumières et leurs correspondances mises en vers, in: Transactions of the ISECS Münster Congress on the Enlightenment, Oxford, Voltaire Foundation, 1996. 334-339.
- Casanova papagája, in: Filmvilág, XL/1997. június, 45-47.
- Est-il possible de traduire Sade en hongrois? in: Acclimater l’autre, Budapest, Balassi, 1997. 137-142.
- Egy emlékirat kalandjai (Casanova visszaemlékezéseinek kiadástörténete), in: Holmi, 1997/február, 244-252.
- Éditer des manuscrits (a Presses Universitaires de Vincennes “Manuscrits modernes” című könyvsorozata), in: Helikon Világirodalmi Figyelő, 1997/2, 122-125. (recenzió)
- Les Liaisons dangereuses, pris comme modèle d’indifférence sociale, in: Atelier du Roman, n. 12, 1997, 45-50.
- Archivum Rákóczianum, series III, Scriptores: Meditationes – Méditations du prince François II Rákóczi / II. Rákóczi Ferenc Meditációi, Budapest, Balassi, 1997 (háromnyelvű szövegkritikai kiadás, a francia szöveg sajtó alá rendezése, textológiai apparátus és tanulmány)
- Casanova szerelmei. Három esszé (Fenyő Miksa, Chantal Thomas, Kovács Ilona), Seneca, 1998. 162 o.
- Casanova: Plaisirs de bouche, Librio, Paris, 1998 (Introduction et choix de textes)
- Casanova mémorialiste dans le contexte hongrois, in: Acta Romanica, tome XIX, Szeged, 1999. 53-65.
- Szerb Antal és Casanova, Budapest, Atlantisz, 1999
- Giacomo Casanova emlékiratai, 1-2.; jegyz., utószó Kovács Ilona; Atlantisz, Budapest, 2000 (Veszedelmes viszonyok)
- George Sand: Életem története. Naplók, levelek, emlékiratok; ford. Kovács Ilona; Magyar Könyvklub, Budapest, 2000
- Casanova et les femmes, in: Lunes, n°13, octobre 2000, pp. 50–60.
- L’étrange modernité de Kosztolányi, in: Atelier du Roman, n°25, mars 2001.pp. 19–27.
- De Sade márki: Filozófia a budoárban (2. kiadás, Lazi-Könyvkiadó, Szeged, 2001 [utószó: A Budoárfilozófia írója, Sade márki (1740-1814), 207-217. o.)]
- Yourcenar, Marguerite: Nouvelles orientales // Keleti történetek, Budapest, AKGA Kiadó Kft., 2001 (kétnyelvű kiadás, ford. Vargyas Zoltánnal együtt, utószó : pp. 225–232.)
- Le libertinage hongrois: un phénomène de manque, in: Mille ans de contacts, textes réunis par Marie Payet et Ferenc Tóth, Département de Français de l’École Supérieure Dániel Berzsenyi, Szombathely, 2001
- Les modulations de la voix de Casanova dans les manuscrits de l’Histoire de ma vie, in: Recherches et travaux, Grenoble, n°61 [2002], 39-49.
- La théâtralisation d’une vie dans les Mémoires de Casanova, in: Atelier du Roman, n°34, pp. 51–61.
- Chantal Thomas: Sade; ford. Vargyas Zoltán, előszó Kovács Ilona; Magyar Könyvklub, Budapest, 2003
- A filozófus Teréz, avagy Emlékiratok Dirrag atya és Eradice kisasszony történetéről; ford. Kovács Ilona; New Mark–PolgART, Budapest, 2004 (Tabu.erotika)
- Correspondance de François II Rákóczi et de la Princesse Elizabeta Sieniawska (1704- 1727), Budapest, Balassi Kiadó, 2004. 10. 19. (francia forráskiadás szövegközlése és jegyzetek)
- Dilettánsok az irodalomban. Sade márki, Casanova et al.; Attraktor, Máriabesnyő-Gödöllő, 2004
- Claude Jolyot de Crébillon: Egy pamlag emlékiratai; ford., utószó Kovács Ilona; LAZI, Szeged, 2004
- Réécriture et réception. Le cas des MÉmoires de Casanova, in: Pluralité des langues et mythe du métissage, Paris, PUV, 2004. 61-73.

## Díjak, elismerések
- Faludi Ferenc Alkotói Díj (2016)[2]